# 레이몬드 세인트 자크

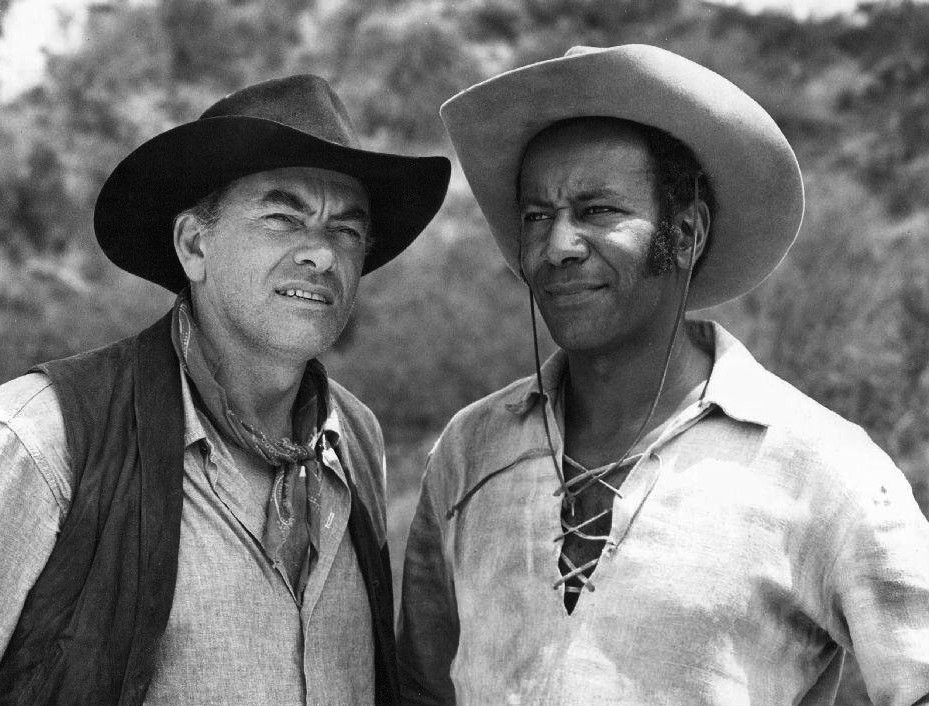

레이먼드 세인트자크(Raymond St. Jacques, 1930년 3월 1일 ~ 1990년 8월 27일)는 미국의 배우, 영화 감독, 영화 제작자이다.
하트퍼드에서 태어났으며 로스앤젤레스에서 사망하였다. 사인은 림프종이다. 포리스트 론 메모리얼 파크에 매장되었다.

## 출연 작품

### 영화
- 전당포 (1964)
- 미스터 모지스 (1965, Mister Moses)
- 위험한 여로 (1967)
- Uptight (1968)
- 형사 마디간 (1968) - 테일러 박사 목사 역
- 그린 베레 (1968)
- Change of Mind (1969)
- The Final Comedown (1972)
- Book of Numbers (1973)
- Lost in the Stars (1974)
- The Private Files of J. Edgar Hoover (1977)
- 암살 지령 (1980)
- 추적자 (1984)
- 흑과 백의 분노 (1987, The Wild Pair)
- 화성인 지구 정복 (1988) - 길거리 전도사 역
- Voodoo Dawn (1991)
- 시한폭탄 (1991, Timebomb)

### 텔레비전
- 로하이드 (1965)
- 뿌리 (1977)
- 꿈꾸는 낙원 (1981-82)
- 사랑의 유람선 (1983-85)